# Joaquim Lobo
Joaquim Lobo (Lisboa, 22 de Abril de 1944 - Lisboa, 4 de Julho de 2011) foi um fotojornalista português.
Em mais de 50 anos de carreira, passou por diversas redacções (Diário da Manhã, revista Flama e A Capital) e foi um dos fundadores do grupo editorial Projornal que publicou jornais como O Jornal, Se7e e O Bisnau, entre outros.
Foi um dos únicos fotojornalistas a registrar a proclamação da independência de Angola em 1975. Em 2011 as fotografias foram mostradas no âmbito da exposição Os dias da independência – Angola 1975 no Arquivo Municipal de Lisboa.